# Dirk Tolkemitt

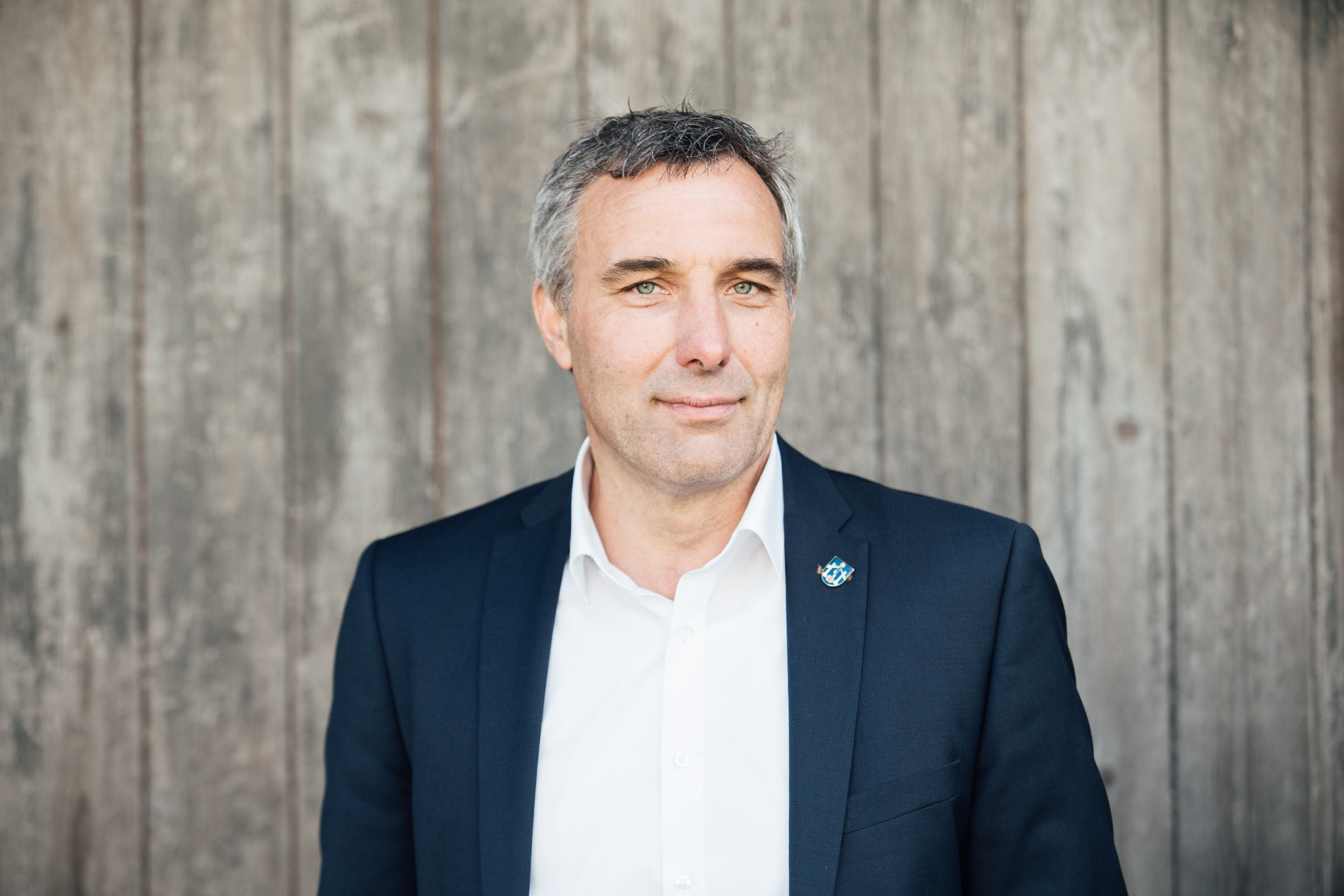
Dirk Tolkemitt (2020)

Dirk Tolkemitt (* 2. Juni 1964 in Langenholzhausen) ist ein deutscher Politiker (CDU). Am 13. September 2020 wurde er zum Bürgermeister der Stadt Bad Salzuflen gewählt. Sein Amt trat er am 1. November 2020 an.

## Leben
Tolkemitt war von 2007 bis 2020 Stadtkämmerer und Erster Beigeordneter der Stadt Lemgo. Zuvor arbeitete er als Referent für die CDU/CSU-Bundestagsfraktion und für die Deutsche Post AG, für die er das Paketzentrum in Bielefeld leitete.
Bei der Kommunalwahl 2020 kandidierte Tolkemitt gegen den Amtsinhaber Roland Thomas (SPD) um das Amt des Bürgermeisters von Bad Salzuflen.
Er wurde am 13. September 2020 mit 55,9 % zum siebten hauptamtlichen Bürgermeister der Stadt gewählt. Seit Anfang Dezember 2020 ist er außerdem Vorsitzender der Aufsichtsräte der Staatsbad Salzuflen GmbH, der Stadtwerke Bad Salzuflen GmbH und der Wirtschaftsbetriebe Bad Salzuflen (WBS).

## Privates
Dirk Tolkemitt studierte nach seinem Abitur im Jahr 1983 für kurze Zeit Geschichte und Wirtschaftswissenschaften an der Universität Bielefeld. Von 1984 bis 1987 studierte er an der Hochschule des Bundes für öffentliche Verwaltung und schloss das Studium als Diplom-Verwaltungswirt ab. Er ist verheiratet, hat drei Söhne und wohnt im Kalletal.